# رصدخانه لوول

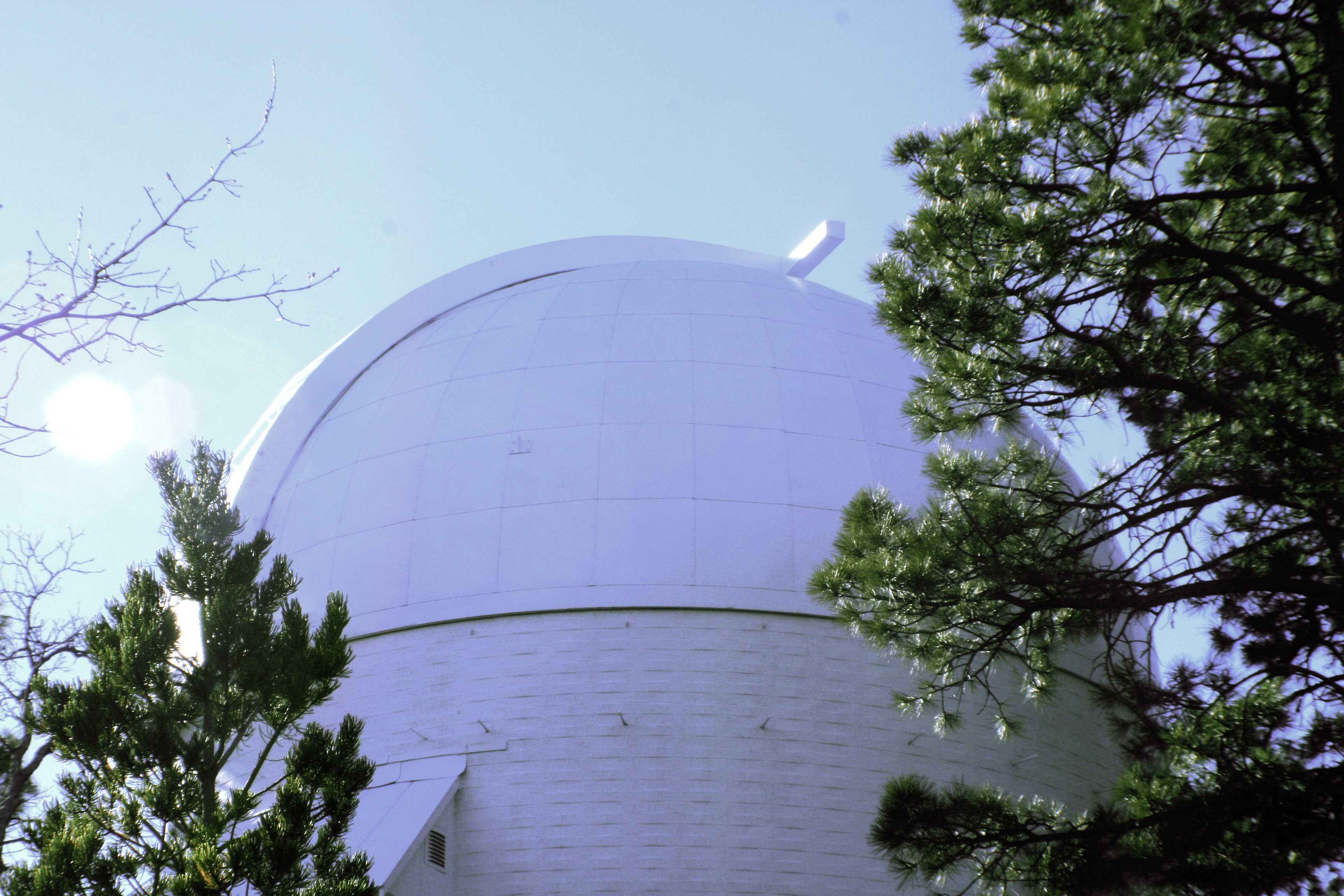

رصدخانه لوول (به انگلیسی: Lowell Observatory) تأسیس ۱۸۹۴، یک رصدخانه تاریخی در شمال ایالت آریزونای آمریکا است.
این رصدخانه بر فراز کوهی در غرب شهر فلگستف قرار دارد.
این مرکز حاوی ۱۲ تلسکوپ است. تلسکوپ ۴۲۰۰ سانتیمتری دیسکاوری چنل بزرگترین و جدیدترین آنهاست. 
این رصدخانه در ارتفاع ۲۲۱۳ متر قرار دارد و سالیانه میزبان ۷۰۰۰۰ گردشگر است.